# Роговинка (Щигровський район)
Роговинка (рос. Роговинка) — присілок в Щигровському районі Курської області Російської Федерації.
Населення становить 64 особи. Входить до складу муніципального утворення Титовська сільрада.

## Історія
Населений пункт розташований на території українського етнічного та культурного краю Східна Слобожанщина.
Від 2004 року входить до складу муніципального утворення Титовська сільрада.

## Населення
| 2002 | 2010 |
| ---- | ---- |
| 77   | ↘64  |